# Борхас, Робин
Робин Альберто Борхас Андино (исп. Robin Alberto Borjas Andino; 6 декабря 2002 года, Ла-Уньон, Сальвадор) — сальвадорский футболист, полузащитник клуба «Агила».

## Клубная карьера
Воспитанник клуба «Агила». В 15 лет играл за команду до 17 лет. За первую команду дебютировал 2 декабря 2019 года в матче против «Исидро Метапан» в 16-летнем возрасте, выйдя в стартовом составе. Позже был переведён в резервную команду, в составе которой стал чемпионом Сальвадора, а также дважды становился лучшим бомбардиром, забив в сезоне 2023/24 в сумме 35 голов. 14 июня 2024 года был переведён в первую команду на постоянной основе.

## Карьера в сборной
В феврале 2020 года получил вызов в молодёжную сборную, но не дебютировал.

## Достижения
«Агила»
- Чемпион Сальвадора: Апертура 2023